# 노스서스캐처원강

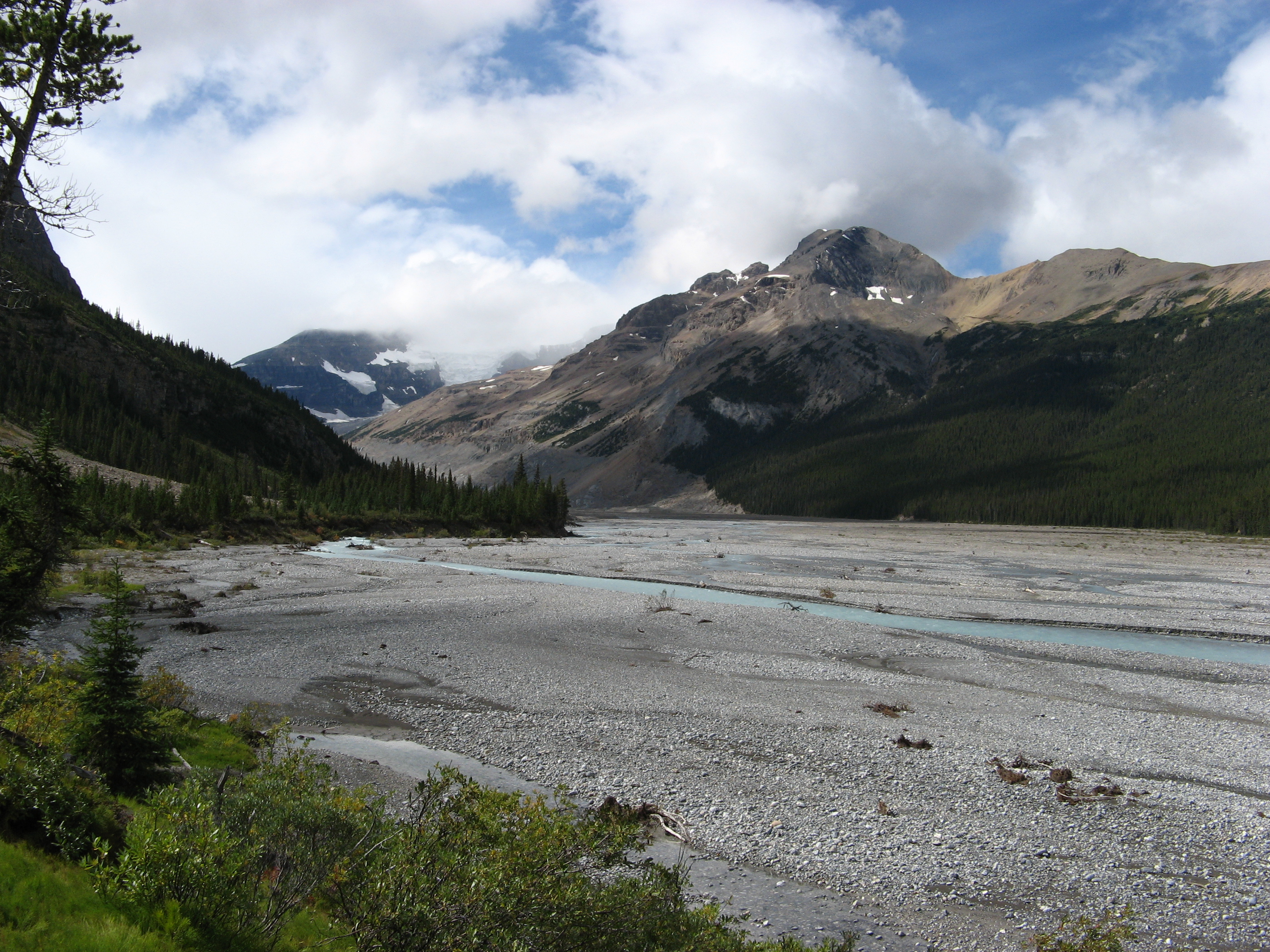
밴프 국립공원에 위치한 노스서스캐처원강의 수원지

노스서스캐처원강(영어: North Saskatchewan River)은 캐나다 앨버타주, 서스캐처원주에 위치한 강으로 길이는 1,287km, 유역 면적은 122,800km2, 평균 유랑은 238m3/s이다.
캐나다 로키산맥에 위치한 컬럼비아 빙원의 일부인 서스캐처원 빙하(Saskatchewan Glacier)에서 발원한 다음에 아이스필드 고속도로(Icefields Parkway)를 따라 밴프 국립공원을 남동쪽 방향으로 흐른다. 데이비드 톰프슨 고속도로(David Thompson Highway)를 따라 북쪽으로 방향을 바꾼 다음에 에드먼턴을 북동쪽 방향으로 흐른다.
에드먼턴을 거친 다음에는 남동쪽으로 방향을 바꾸면서 앨버타주-서스캐처원주 간의 경계 지점을 흐른다. 서스캐처원주 프린스앨버트(Prince Albert)에서 동쪽으로 30km 정도 떨어진 지점에서 사우스서스캐처원강과 합류한다.